# Cyphomyrus discorhynchus
Cyphomyrus discorhynchus är en fiskart som först beskrevs av Peters 1852.  Cyphomyrus discorhynchus ingår i släktet Cyphomyrus och familjen Mormyridae. IUCN kategoriserar arten globalt som livskraftig. Inga underarter finns listade i Catalogue of Life.